# Елмгерст (Іллінойс)
Елмгерст (англ. Elmhurst) — місто (англ. city) в США, в округах Дюпаж і Кук штату Іллінойс. Населення — 45 786 осіб (2020).

## Географія
Елмгерст розташований за координатами 41°53′46″ пн. ш. 87°56′37″ зх. д. / 41.89611° пн. ш. 87.94361° зх. д. (41.896018, -87.943658).  За даними Бюро перепису населення США в 2010 році місто мало площу 26,70 км², з яких 26,56 км² — суходіл та 0,15 км² — водойми.

## Демографія
Згідно з переписом 2010 року, у місті мешкала 44 121 особа в 15 765 домогосподарствах у складі 11 333 родин. Густота населення становила 1652 особи/км².  Було 16590 помешкань (621/км²).
Расовий склад населення:
| - 89,5 % — білих - 5,1 % — азіатів - 1,9 % — чорних або афроамериканців - 0,1 % — корінних американців - 1,8 % — осіб інших рас |

До двох чи більше рас належало 1,6 %. Частка іспаномовних становила 6,6 % від усіх жителів.
За віковим діапазоном населення розподілялося таким чином: 26,5 % — особи молодші 18 років, 59,1 % — особи у віці 18—64 років, 14,4 % — особи у віці 65 років та старші. Медіана віку мешканця становила 40,1 року. На 100 осіб жіночої статі у місті припадало 93,2 чоловіків;  на 100 жінок у віці від 18 років та старших — 89,2 чоловіків також старших 18 років.
Середній дохід на одне домашнє господарство  становив 135 339 доларів США (медіана — 96 486), а середній дохід на одну сім'ю — 162 444 долари (медіана — 120 697). Медіана доходів становила 86 698 доларів для чоловіків та 63 286 доларів для жінок. За межею бідності перебувало 3,2 % осіб, у тому числі 2,5 % дітей у віці до 18 років та 3,8 % осіб у віці 65 років та старших.
Цивільне працевлаштоване населення становило 21 330 осіб. Основні галузі зайнятості: освіта, охорона здоров'я та соціальна допомога — 23,0 %, науковці, спеціалісти, менеджери — 17,0 %, фінанси, страхування та нерухомість — 10,6 %, виробництво — 10,5 %.